# Stanislava Bubníková
Stanislava Bubníková rozená Nagovská (1931 nebo 1932) je bývalá československá sportovní plavkyně.
S plaváním začínala v pražském plaveckém oddíle při Sokolu Vinohrady (bývalé ČPK Praha). Závodnímu plavání se věnovala od roku 1949. Specializovala se na plavecký styl znak. 
V roce 1950 přestoupila do Sokola Dynamo Slavia. 
V srpnu 1951 překonala na mistrovství republiky na 100 m znak časem 1:21,4 letitý rekord Gertrúdy Čechové 1:22,2.
Přípravu na olympijskou sezonu jí zkomplikovala jedna z fází slučování tělovýchovy – od roku 1951 přešla téměř celá tělovýchova do rukou ROH. Bylo vydáno pravidlo o tom, že plavci budou závodit za podnik, ve kterém jsou zaměstnáni. Pokud daný podnik nemá plavecký oddíl, založí se. V daném roce byla zaměstnaná u národního podniku Sběrné suroviny jako třídička odpadového textilu, kam přešla jako úřednice z kanceláře. Dobový tisk tuto její změnu pro produktivní práci kvitoval a uváděl, že plní pracovní plán na 160%. Před letní sezonou 1952 se stihla vdát za klubového kolegu Miroslava Bubníka. Pro start na olympijských hrách v Helinkách však nesplnila nominační kritéria.
V roce 1954 se před letní sezonou vrátila do plaveckého oddílu Dynama a v září startovala na mistrovství Evropy v italském Turíně. Na 100 m znak nepostoupila z rozplaveb do dalších bojů. Od roku 1955 začala její výkonnost stagnovat a postupně klesat. Sportovní kariéru ukončila v roce 1957.